# Manoir Mauvide-Genest
Le manoir Mauvide-Genest est un ancien manoir seigneurial située à Saint-Jean-de-l'Île-d'Orléans au Québec (Canada). Il a été construit en 1734 par Jean Mauvide seigneur de l'île d'Orléans et agrandi en 1738 et avant 1755. Il est considéré comme l'un des plus vieux manoirs seigneuriaux existants au Québec. Il a été classé immeuble patrimonial en 1971 et désigné lieu historique national du Canada en 1993.